# Kitty Zhang Yuqi
Pour les articles homonymes, voir Zhang.
Dans ce nom chinois, le nom de famille, Zhang, précède le nom personnel.
 (janvier 2017).
Kitty Zhang Yuqi (chinois simplifié : 张雨绮), dont le vrai nom est Zhāng Shuǎng (张爽) est une actrice née le 8 août 1987 à Dezhou, en Chine dans la province de Shandong.

## Biographie

### Enfance
Yuqi a étudié au conservatoire de Shanghai (上海戏剧学院), dans la section d'opéra traditionnel chinois.

### Carrière
Elle est principalement devenue célèbre après le rôle qu'elle joua dans le film CJ7 de Chow Sing-chi (Stephen Chow). Ayant connue la célébrité après une apparition dans un film avec Stephen Chow, elle est considérée comme une « fille de Sing ».

## Filmographie
- 2007 : Yoru no shanghai : coiffeuse
- 2008 : CJ7 : Miss Yuen
- 2009 : All about women (Nv ren bu huai) : Tang Lu
- 2009 : Shaolin Girl (shōrin shōjo) : Minmin Ryû
- 2009 : Jump : Phoenix
- 2010 : Here Comes Fortune (Choi san dau)
- 2010 : CJ7 : Oi dei kau : Miss Yuen
- 2010 : Curse of the Deserted (Huāngcūn Gōngyù) : Gigi
- 2010 : The Butcher, the Chef and the Swordsman (Dao jiàn xiào) : Madam Mei
- 2011 : Bai lu yuan : Tian Xiao'e
- 2012 : Qian Xuesen : Jiang Ying
- 2014 :Qin ai de : la femme de Han
- 2015 : Qing di mi yue
- 2015 : Lost in the Pacific (Zhēngfā Tàipíng Yáng) : Ruoxin
- 2016 : The Mermaid : Ruo Lan
- 2017 : Legend of the Demon Cat : Chunqin